# Full Circle (álbum de Drowing Pool)
Full Circle es el tercer álbum de la banda de rock Drowning Pool y el primero con el exvocalista de Soil llamado Ryan McCombs quien se unió a la banda cuando Jason Jones dejó el grupo para formar AM Conspiracy, este álbum contiene más influencias de post-grunge que sus álbumes anteriores además de ser también descriptible como más suave. 
El primer sencillo llamado "Soldiers" está dedicado a los hombres y mujeres del ejército de Estados Unidos y el segundo sencillo "Enemy" está inspirado en la situación de Ryan McCombs al abandonar Soil.
El álbum debutó en el número 64 en el Estados Unidos Billboard 200, vendiendo cerca de 10 000 copias en su primera semana. A partir del 12 de septiembre de 2007, el álbum había vendido alrededor de 29.000 copias en los Estados Unidos.

## Lista de canciones
1. Full Circle - 3:18
2. Enemy - 3:26
3. Shame - 3:10
4. Reborn - 4:09
5. Reason I'm Alive - 3:50
6. Soldiers - 3:31
7. Paralyzed - 3:42
8. Upside Down - 4:18
9. 37 Stitches - 3:50
10. No More - 4:35
11. Love X2 - 3:25
12. Duet - 3:21
13. Rebel Yell (Billy Idol cover) - 4:22

## Personal
- Ryan McCombs - voz y guitarra
- C. J. Pierce - guitarra
- Mike Luce - batería
- Stevie Benton - Bajo, voz